# Anurida maritima
Anurida maritima е вид безкрило насекомо от разред Вилоскачки (Collembola). Среща се в България и в други морски страни.

## Общи сведения
Има цилиндрично сивосиньо тяло с дължина до 3 mm, което е покрито с власинки. Антените са къси. Имат черни очи. Коремът е съставен от шест сегмента като в задния край той е закръглен и широк.

## Разпространение
Широко разпространен по крайбрежията, обитава супралиторала. Живее под камъните.

## Начин на живот и хранене
Храни се с мъртви морски животни, предимно мекотели и ракообразни, както и с растителна храна.
При плуване във водата власинките служат като водонепропусклив пласт и животните използват уловения въздух за дишане. Така те могат да издържат под вода до 5 дена. За разлика от повечето колемболи не скачат, защото скакателната вилка е атрофирала, и се придвижват с пълзене. Понякога образува големи групи от себеподобни (20 – 100 индивида). Когато приливните вълни са най-големи се крие в цепнатини или сред водораслите, като прави това един час преди настъпването на прилива.

## Размножаване
Женските снасят яйцата на места, където има достъп до свободна вода. Яйцата са бледожълти, по-късно стават червено-оранжеви.